# Gogolinek
Gogolinek – (niem. Gogolinke, 1942–1945 Golingen) wieś w Polsce położona w województwie kujawsko-pomorskim, w powiecie bydgoskim, w gminie Koronowo.

## Podział administracyjny
| SIMC    | Nazwa         | Rodzaj                          |
| ------- | ------------- | ------------------------------- |
| 1027946 | Młynki        | część wsi                       |
| 1027981 | Pod Witoldowo | część wsi (zniesiona w 2023 r.) |

W latach 1975–1998 miejscowość administracyjnie należała do województwa bydgoskiego.

## Demografia
Według danych Urzędu Gminy Koronowo (XII 2015 r.) miejscowość liczyła 166 mieszkańców.

## Szlaki rowerowe
Przez Gogolinek przebiega Szlak rowerowy R1 prowadzący z Francji (Calais) do Rosji (Petersburg).